# Mbeya
Mbeya è una città della Tanzania sudoccidentale, capoluogo della regione omonima. La città aveva 280 000 abitanti nel 2005. Si trova a un'altitudine di circa 1700 m s.l.m., in una stretta valle circondata da monti. Fu fondata negli anni venti come insediamento minerario.